# Witter dan wit
Witter dan wit is het 70e stripverhaal van De Kiekeboes. De reeks wordt getekend door striptekenaar Merho. Het album verscheen in oktober 1996.

## Verhaal
Van de Kasseien is aan de deur gezet door zijn vrouw en woont een tijdje in bij de familie Kiekeboe. Als wederdienst voor het stelen van een geheim dossier van Van de Kasseien, wordt Marcel Kiekeboe benoemd tot de manager van een wassalon, Witter dan Wit. Maar de wasserij is in feite een nepfirma, die in handen is van een Russische maffiabaas, Enzo Verdr. Het wassalon wordt gebruikt om geld wit te wassen en drugs te verhandelen. Firmin Van de Kasseien heeft Kiekeboe aangenomen, omdat hij volgens hem niet al te snugger is. Maar Kiekeboe ruikt onraad en gaat op onderzoek uit...
Ondertussen zit Firmin achter Fanny aan.